# Dopaje

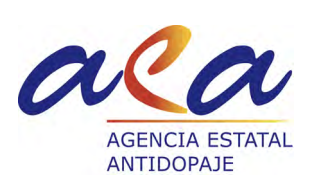
Logotipo oficial de la Agencia Estatal Antidopaje de España entre 2008 y 2013.

El término dopaje se utiliza generalmente para definir el uso de sustancias o métodos prohibidos en el deporte. Sin embargo, desde la introducción del Código Mundial Antidopaje por la Agencia Mundial Antidopaje (WADA-AMA) en el año 2003, con una nueva edición en el 2009, otra en el 2015 y la actualmente vigente desde el 1 de enero de 2021, el concepto se ha ampliado y se aplica cuando se comete cualquiera de las infracciones de las normas antidopaje descritas en el código.

## Historia
El uso de drogas en el deporte se remonta a siglos atrás, casi hasta la invención misma del concepto de deporte. En la antigüedad, cuando los más aptos de una nación eran seleccionados como atletas o combatientes, se les alimentaba con dietas y se les administraban tratamientos considerados beneficiosos para ayudar a aumentar la musculatura. En los Olimpiadas de la Antigüedad en Grecia se han dado casos de dopaje ya que los atletas griegos tenían unas ganancias económicas tan importantes (equivalentes a medio millón de euros actuales) que algunos de ellos buscaban medios ilegales para ganar a cualquier precio. A partir de ese momento, la gente empezó a introducir sus propias dietas específicas para mejorar su rendimiento. Muchos atletas se centraban principalmente en lograr la superioridad y ganar la competición aumentando la capacidad de fuerza muscular y la resistencia. Charmis, el ganador espartano de la carrera Stade en los Juegos Olímpicos de 668 a. C., introdujo la dieta especial de consumir suficientes higos secos durante el periodo de entrenamiento. También, en la antigua Roma, donde las carreras de cuadrigas se habían convertido en una gran parte de su cultura, los atletas bebían infusiones de hierbas para fortalecerse antes de las carreras de cuadrigas. Otros ejemplos de dopaje en la antigüedad se encuentran en la mitología escandinava dice que los berserkers podían beber una mezcla llamada "butotens" para aumentar enormemente su potencia física a riesgo de perder la razón, que se cree que se preparaba con el hongo Amanita muscaria.
Ya, en tiempos modernos, un participante en una carrera de resistencia a pie en Gran Bretaña, Abraham Wood, dijo en 1807 que había utilizado láudano (que contiene opiáceos) para mantenerse despierto durante 24 horas mientras competía contra Robert Barclay Allardyce. Para abril de 1877, las carreras a pie se habían extendido a 804,7 km y al año siguiente, también en el Agricultural Hall de Islington, Londres, a 836,9 km. El Illustrated London News reprendió:
Puede ser una ventaja saber que un hombre puede viajar 520 millas en 138 horas, y arreglárselas para vivir durante una semana con una cantidad infinitesimal de descanso, aunque no logramos percibir que alguien podría ser colocado en una posición en la que su capacidad en este sentido sería de alguna utilidad para él [y] lo que se gana por una repetición constante del hecho.
Sin embargo, el evento resultó ser muy popular, con 20 000 espectadores cada día. Animados, los promotores desarrollaron la idea y pronto celebraron carreras similares para ciclistas: "...y mucho más propensos a soportar sus miserias públicamente; después de todo, un caminante cansado se limita a sentarse, mientras que un ciclista cansado se cae y puede hacer que otros se caigan también. Eso es mucho más divertido".
La fascinación por las carreras ciclistas de seis días se extendió al otro lado del Atlántico y atrajo también a las multitudes en América. Y cuanto más pagaban los espectadores en la puerta, más elevados podían ser los premios y mayor era el incentivo de los ciclistas para mantenerse despiertos -o que los mantuvieran despiertos- para recorrer la mayor distancia posible. Su agotamiento era contrarrestado por soigneurs (palabra francesa que significa "curanderos"), ayudantes similares a los segundos en boxeo. Entre los tratamientos que les suministraban estaba la nitroglicerina, un fármaco utilizado para estimular el corazón después de ataques cardíacos y al que se atribuía la mejora de la respiración de los ciclistas. Estos, sufrían alucinaciones a causa del agotamiento y quizá de los fármacos. El campeón estadounidense Major Taylor se negó a continuar la carrera de Nueva York, diciendo: "No puedo continuar con seguridad, porque hay un hombre que me persigue por el ring con un cuchillo en la mano". También se sabe que, hacia finales del siglo XIX se sabe que algunos ciclistas utilizaban a menudo estricnina, cafeína y alcohol. 

### Eventos en la década de 1920
En 1928, la Federación Internacional de Atletismo fue el primer organismo que prohibió el uso de sustancias dopantes. La mayoría de las federaciones deportivas internacionales introdujeron los controles de dopaje en la década de 1970. Sin embargo, estos controles eran poco efectivos porque no detectaban la presencia de esteroides anabolizantes que estaban siendo utilizados por atletas desde los años 60. En las Olimpiadas de Roma 60 fallece el danés Knud Enemark, probablemente por uso de anfetaminas; y en 1967 durante el Tour de Francia fallece el inglés Tom Simpson de cansancio y deshidratación a causa probablemente de una mezcla de anfetaminas y alcohol. Con estos dos trágicos sucesos se aceleró el proceso para evitar el consumo de drogas en los deportes.

### Eventos en la década de 1950
A mediados del siglo XX el consumo de esteroides anabólicos (sintetizados desde 1930) se volvió tan habitual que los consumían desde las ligas escolares hasta los Juegos Olímpicos. El dopaje se propagó con mayor rapidez en el ciclismo, el boxeo y la halterofilia.
En 1958, Gerardo Ottani realizó una encuesta. En esta encuesta, el 27 % de los profesionales de las ligas italianas consumían anfetaminas. El 68 % consumía esteroides anabolizantes y el 62 % tomaba estimulantes que afectaban a la respiración y al gasto cardíaco. Ottani trabajó en el Bologna y se cambió a la profesión médica después de su carrera.
Tras la Copa del Mundo de Fútbol de 1954, varios jugadores de la exitosa Selección Nacional Alemana enfermaron, siendo la causa jeringuillas contaminadas. Erik Eggers publicó los resultados de la estudio "Dopaje en Alemania", realizado por la Universidad de Münster y Berlín, afirmando que las jeringuillas habían contenido Pervitina: "Si nos fijamos en las noticias de los periódicos de la época, en el entorno de la ciencia del deporte y en las descripciones del médico del equipo Franz Loogen, hay que suponer que en aquella época se administraban anfetaminas".

### Eventos en la década de 1960
En 2004, Ferruccio Mazzola, jugador del legendario Inter de Milán de los años 60, acusó a su antiguo entrenador de administrarle anfetaminas. Según su testimonio, al principio les distribuía pastillas y después se las ponía en el café, después de que muchos jugadores las escupieran a escondidas. Mazzola sospechaba que existía una conexión entre las drogas y la mala salud o la muerte prematura —similar a la "maldición de la Fiorentina"— de muchos antiguos compañeros. Posteriormente, el Inter de Milán demandó a Mazzola, pero perdió en los tribunales. Años más tarde, Sandro, hermano de Ferruccio Mazzola, también confirmó las acusaciones.

### Eventos en la década de 1970
Según testigos de la época, el consumo de drogas para mejorar el rendimiento era habitual, sobre todo en el Ajax, el Feyenoord y el AZ Alkmaar durante los partidos de competición, incluidas las Copas Intercontinentales de 1970 y 1972 ganadas por los dos primeros clubes citados. Jan Peters relató el consumo de drogas antes de los grandes partidos. Parecían funcionar, ya que sentía un subidón de energía y euforia. Johnny Rep, exjugador del Ajax, afirmó que "todo el mundo tomaba algo". El 1 de noviembre de 1979, antes de un partido de su equipo, el Saint-Etienne, contra el PSV Eindhoven, se inyectó a todo el mundo. Pierre Poty, médico del club en aquella época, también reveló que trabajaba con estimulantes y lo razonó con los fantásticos efectos. Fritz Kessel, también médico, trabajó para la selección holandesa durante 30 años y reveló que las drogas eran habituales en las Copas Mundiales de la FIFA de 1974 y 1978. Se lo dijo a Guido Derksen, escritor de Voetbal Myseries, quien escribió que los jugadores "consumían toneladas de anfetaminas".
Una comisión investigadora de medicina deportiva de Friburgo afirma que a finales de los años 70 y en los 80 los clubes de fútbol de Stuttgart y Friburgo operaban con anabolika. El VfB Stuttgart reordenó Anabolika al menos una vez.

### Eventos en la década de 1980

#### Alemania del Este
A diferencia de otros deportes en la antigua Alemania del Este, el fútbol no contaba con un programa de dopaje dirigido por el gobierno debido a que el fútbol no se consideraba lo suficientemente exitoso a nivel internacional como para justificar el gasto. El dopaje se llevaba a cabo esporádicamente en el fútbol y, a partir de 1985, se realizaron controles antidopaje para evitar esta práctica.
El jefe del departamento de medicina deportiva de Alemania Oriental, Manfred Höppner, acusó de dopaje al BFC Dynamo y al 1. FC Lokomotive Leipzig. Según su declaración, cuando los dos equipos viajaron al extranjero para disputar sus partidos de la Copa de Europa y la Copa de la UEFA en octubre de 1983, un análisis reveló altos niveles de anfetamina y metanfetamina en 13 de los 19 jugadores del BFC Dynamo, supuestamente administrados sólo dos o tres días antes. En los jugadores del 1. FC Lokomotive Leipzig, sólo se encontraron ligeras trazas y sólo en algunos jugadores. También se sabría que el esteroide anabolizante Depot-Turinabol se había administrado durante varios años en el 1. FC Union Berlin. Dos jugadores del 1. FC Union Berlin dieron positivo por Depot-Turanabol en abril de 1985.

#### Alemania occidental
En 1987, Toni Schumacher escribió sobre una larga tradición de dopaje en la Bundesliga, afirmando que muchos jugadores tomaban Captagon. Él mismo experimentó con él y los efectos fueron: Aumento de la agresividad, disminución del umbral del dolor, aumento de la concentración, la confianza y la resistencia. El efecto secundario fueron problemas para dormir. En Colonia llevaba a sus compañeros al médico, que les daba pastillas e inyecciones, presumiblemente anabolizantes y estimulantes. En la selección nacional mencionó una "farmacia ambulante" y el uso de hormonas. A pesar de contar con el apoyo de Paul Breitner, tuvo que abandonar el Colonia tras 544 partidos. Más tarde, sus declaraciones sobre el dopaje en la Bundesliga fueron apoyadas por Per Roentved, Hans Werner Moors, Dieter Schatzscheider, Hans-Josef Kapellmann, Peter Neururer, Benno Möhlmann, Uwe Nester, Peter Geyer (que habló de procedimiento, cantidad y efectos secundarios), Jürgen Röber, Jürgen Stumm y Peter Harms (ambos médicos).

### Eventos en la década de 1990
Justo después del mundial de 1998, se destruyeron todas las muestras de los controles antidopaje. Si hubiera ocurrido lo mismo en el Tour de Francia, Armstrong no habría sido descubierto, argumentó el Dr. Alain Garnier, ex director de la AMA. Marie-Georges Buffet, ministra de Deportes en aquella época, también recuerda que se sintió presionada cuando inició un control no anunciado en diciembre de 1997. No hubo más pruebas sin previo aviso después de aquello. Jean-Pierre Paclet, médico de Les Bleus en 1998, menciona en su libro "valores anormales de hematocrito". Gary Neville, ex internacional inglés, recuerda que "algunos de los jugadores empezaron a recibir inyecciones de (...) un francés llamado Dr. Rougier". Después de que algunos sintieran un subidón de energía, se formó "una cola para ver al doctor antes del partido contra Argentina". En ese momento, muchos jugadores se preocuparon por el aumento de la intensidad y el estrés físico en el fútbol.
En la década de 1990 se cuestionó la tecnología con la que se detectaban las sustancias, ya que el avance en el mejoramiento de estas sucedía con mayor rapidez, lo que dificultaba que se identificaran. Luego de los bochornosos hechos asociados con la utilización de sustancias prohibidas durante el Tour de Francia de 1998, se creó en 1999 la Agencia Mundial Antidopaje (WADA por sus siglas en inglés, AMA por sus siglas en francés), una agencia de derecho privado suizo que promueve la lucha contra el dopaje mediante la promulgación del "Programa Mundial Antidopaje".

## Estándares y concepto de dopaje
La Agencia Mundial Antidopaje, creada y apoyada por los gobiernos y el movimiento olímpico, tiene como misión coordinar los esfuerzos de estas autoridades y armonizar todos los procedimientos de control del dopaje en el mundo. La principal herramienta para esto es el "Código Mundial Antidopaje" y sus "Estándares Internacionales", entre otros.

### Estándares Internacionales
Los estándares internacionales son documentos que hacen operativo el Código Mundial Antidopaje, en la actualidad son ocho, así:
1. Cumplimiento del Código por los signatarios.
2. Educación.
3. Lista de sustancias y métodos prohibidos.
4. Autorizaciones de Uso Terapéutico.
5. Muestreo e Investigaciones.
6. Laboratorios.
7. Gestión de Resultados.
8. Protección de la Privacidad e Información Personal.

Estos documentos son de obligatorio cumplimiento por los signatarios del Código.

### Uso del términodopaje
Independientemente del origen de la palabra, su uso en la actualidad se limita al campo del deporte. El uso de sustancias restringidas o prohibidas por personas no deportistas, (por ejemplo sustancias psicoactivas) es un tema de salud pública y no está contemplado en las normas antidopaje. Por otro lado, tampoco el problema del uso de sustancias o métodos dopantes debe confundirse o mezclarse con el tema de la farmacodependencia, que tiene orígenes, características y manejos diferentes. La utilización de sustancias o métodos prohibidos en animales (por ejemplo caballos de carrera) no está contemplada en el Código Mundial Antidopaje y se enmarca, en el caso de los deportes ecuestres, en la Federación Internacional de dichos deportes.

## Definición de la Agencia Mundial Antidopaje (AMA)
La WADA-AMA define el dopaje como la ocurrencia de cualquiera de las siguientes violaciones de las reglas antidopaje:
1. La presencia de una sustancia prohibida, sus metabolismos o marcadores en el cuerpo de un atleta.
2. El uso, o intento de uso, de una sustancia o método prohibidos.
3. Rehusar suministrar una muestra, no hacerlo sin causa justificada, o evadir de cualquier modo la recolección de muestras.
4. No estar disponible para las pruebas fuera de competición, no presentar los papeles debidos, o no indicar dónde se encuentra en todo momento (en tres ocasiones a lo largo de 18 meses).
5. Hacer trampa durante los controles o intentarlo de cualquier forma.
6. La posesión de sustancias prohibidas o de métodos prohibidos.
7. La compraventa o intento de compraventa de sustancias prohibidas o de métodos prohibidos.
8. Administrar o intentar administrar sustancias o métodos prohibidos a un atleta, o ayudar, alentar, asistir, encubrir o entrar en cualquier tipo de complicidad que involucre una violación o intento de violación de una regla antidopaje.
9. Complicidad. (Código 2015)
10. Asociación prohibida. (Código 2015)
11. Actos llevadas a cabo por un deportista u otra persona para disuadir de informar a las autoridades o para tomar represalias contra quien lo haga, cuando dicha conducta no constituya una infracción del artículo 2.5. (Código 2021)

Se comienza a constituir un posible caso de dopaje cuando se comete alguna de las anteriores infracciones. Sin embargo, luego de evidenciarse de alguna manera tal infracción, el deportista o personal que la haya cometido, tiene derecho a un proceso llevado a cabo por un organismo disciplinario, en el cual pueda demostrar su inocencia y tiene derecho igualmente a acudir a instancias de apelación.
Otro cambio importante del Código 2021 es que en el artículo 4.2.3. se incorporó un concepto nuevo, el de “sustancias de abuso”. Allí se define las Sustancias de Abuso como aquellas “Sustancias Prohibidas que se identifican específicamente como tales en la Lista de Prohibiciones porque son frecuentemente mal usadas en la sociedad fuera del contexto del deporte”.

## Otras definiciones
El Diccionario de la Real Academia de la Lengua define dopaje como acción y efecto de dopar, y dopar es "Administrar fármacos o sustancias estimulantes para potenciar artificialmente el rendimiento del organismo, a veces con peligro para la salud".
No se sabe a ciencia cierta de dónde proviene la palabra «dopaje». Unos la asocian a la antigua voz inglesa "dope", que refería a una pasta o grasa lubricante, aunque actualmente, el término se utiliza aludiendo al uso genérico de droga. La Enciclopedia Británica la atribuye a la voz flamenca "doop" que se usa para determinar una mezcla. También se comenta que proviene del término surafricano "dope", que era una bebida alcohólica que se utilizaba para poder realizar correctamente unas danzas ceremoniales.[cita requerida]

## Tipos de sustancias utilizadas
Son muchas las sustancias utilizadas por deportistas o su personal de apoyo. La elección de una sustancia para su utilización como dopaje depende del efecto farmacológico que se desee conseguir de acuerdo al tipo de deporte que se practica. Así, en los deportes donde la utilización de la fuerza o potencia son preponderantes se utilizan mucho los esteroides androgénicos-anabólicos. En deportes donde predomina la resistencia se ha utilizado mucho el dopaje sanguíneo en cualquiera de sus formas. En deportes donde la explosividad y la agresividad son necesarias se utilizan mucho los estimulantes.
Una de las sustancias más utilizadas en el dopaje es sin duda la eritropoyetina, más conocida como EPO que es una hormona glicoproteica. También se han utilizado otras sustancias como el propranolol, la pemolina, las anfetaminas, los esteroides o la testosterona.
Resulta difícil detectar el uso inadecuado de sustancias cuando estas también son producidas de forma endógena por el organismo y es cuando se hace necesario recurrir a técnicas muy sofisticadas de análisis para demostrar que el aporte de esa sustancia es exógeno (o sea, que se ha tomado voluntariamente) y no endógeno (que esa sustancia la produce el propio organismo).
Los tres ejemplos de sustancias más difíciles de detectar son la hormona somatotropa, la nandrolona y la eritropoyetina, precisamente porque hay una secreción pulsátil (de forma intermitente y siguiendo un ritmo circadiano, no constante y variable según las horas del día) de estas sustancias. Por ejemplo, se sabe que la hormona del crecimiento (GH, growth hormone o somatotropina) se genera en la hipófisis, especialmente en horario nocturno. Determinados factores pueden aumentar su cantidad, por ejemplo, el aminoácido arginina.[cita requerida]
Para la detección de nandrolona (19-nor testosterona), cuyo límite actual se deja artificialmente y por consenso en 2 nanogramos/ml se usan las determinaciones de sus dos principales metabolitos, el 19-nor-androstenodiona y el 19-nor androstenediol.
Sobre la eritropoyetina hay patologías en las cuales su periodo ventana de detección, ya de por sí estrecho (entre 18 y 40 horas) se apantalla aún más. Siempre vamos a encontrar situaciones patológicas o subclínicas en las cuales todas estas sustancias pueden verse alteradas e incluso sobrepasar los límites artificialmente establecidos como de dopaje sin que eso signifique que la persona haya en realidad ingerido dolosamente o con intención de delinquir esa sustancias.

## Sustancias dopantes
- Esteroides, las drogas implicadas en lo que se ha definido como “el suceso más grave de la historia olímpica”: la descalificación en Seúl de Ben Johnson, plusmarquista mundial en los 100 metros lisos. Son sustancias que, al influir en la producción de aminoácidos, contribuyen al aumento de la masa muscular y de la fuerza, así como de la agresividad. Se dice, por ejemplo, que todos los récords de levantamiento de pesas alcanzados en los últimos diez años deben atribuirse al uso de estas sustancias.

- Estimulantes, como la cafeína y la estricnina modificadas, que se utilizan para estar más despierto y demorar la fatiga. Nota: la cafeína salió de la lista de sustancias y métodos prohibidos desde el año 2005, por lo cual en la actualidad no se considera dopaje, sin embargo, está dentro de las sustancias que son sometidas a seguimiento por los laboratorios.
- Analgésicos narcóticos, para mitigar el dolor y conseguir un efecto tranquilizante.
- Betabloqueantes, sustancias que disminuyen los latidos del corazón y estabilizan el organismo, por lo que particularmente los usan los arqueros y los tiradores.
- Diuréticos, para perder peso en poco tiempo y para que, cuando se lleven a cabo las pruebas, no se detecten otras sustancias prohibidas.

Estas son solo algunas de las sustancias más conocidas que se utilizan en el dopaje, pero el Comité Olímpico Internacional ha confeccionado una lista de unas cien drogas prohibidas. El problema es que, tan pronto como se prohíbe una de ellas o se desarrollan métodos para detectar su presencia, equipos enteros de médicos y químicos comienzan a trabajar para producir otras. No obstante, todavía existen otros recursos mediante los que los deportistas tratan de mejorar su rendimiento de manera fraudulenta. A fin de aumentar su flotabilidad, algunos nadadores se han hecho llenar los intestinos de gas helio.[cita requerida]
Muchos deportistas han admitido haber recibido autotransfusiones de sangre para mejorar su rendimiento.[cita requerida] Según algunos, la transfusión de sus propios glóbulos rojos mejora el aporte de oxígeno a todas las partes del cuerpo, incluidos los músculos.[cita requerida]
En culturismo de alta competición suele ser habitual el dopaje prohormonal.[cita requerida] Sus efectos secundarios, pueden abarcar cambios fisiológicos, psicológicos y físicos considerables.

## Prevalencia
Más del 30 % de los atletas participantes en los Campeonatos del Mundo de Atletismo de 2011 admitieron haber consumido sustancias prohibidas a lo largo de su carrera. Según un estudio encargado por la Agencia Mundial Antidopaje (AMA), en realidad el 44 % de ellos las había utilizado. Sin embargo, sólo se descubrió al 0,5 % de los controlados.
Todo el equipo ruso de atletismo fue expulsado de los Juegos Olímpicos de 2016, ya que el gobierno había patrocinado y, en esencia, aprobado su programa de dopaje.

## La lucha antidopaje
La lucha contra el dopaje, como se revisó en la historia, lleva mucho tiempo desde los primeros esfuerzos de las Federaciones Internacionales por tratar de erradicar este flagelo en el deporte. Son diversos los enemigos del deporte actual como la violencia en los escenarios deportivos, el arreglo de partidos y las consecuentes apuestas ilegales, entre otros. Esta lucha se realizaba de diversas formas, con diferentes estrategias y sus resultados, por lo tanto, no eran tan homogéneos y eficaces. Desde la introducción del Código Mundial Antidopaje y los estándares internacionales hay estrategias y métodos armonizados que conducen a mejores resultados, sin embargo, la incorporación de estos métodos no es necesariamente igual en todos los países por razones como, las estructuras mismas del Estado y la disponibilidad de recursos económicos. Para poder implementar mecanismos que permitieran a los gobiernos adoptar estas nuevas medidas se creó la Convención Internacional contra el Dopaje de la UNESCO que fue implementada por un gran número de países en un tiempo récord. Además, en todos los países debe constituirse una Organización Nacional Antidopaje (ONAD) responsable de hacer cumplir el Código Mundial Antidopaje.